# Perth Challenger 1996
Il Perth Challenger 1996 è stato un torneo di tennis facente parte della categoria ATP Challenger Series nell'ambito dell'ATP Challenger Series 1996. Il torneo si è giocato a Perth in Australia dal 9 al 15 dicembre 1996 su campi in cemento.

## Vincitori

### Singolare
Richard Fromberg ha battuto in finale  Steven Downs con il punteggio di 6–0, 6–3

### Doppio
James Holmes /  Andrew Painter hanno battuto in finale  Grant Doyle /  Andrew Kratzmann con il punteggio di 7–5, 6–4